# Svetovni dan hrane
Svetovni dan hrane se praznuje vsako leto 16. oktobra. Uvedla ga je Organizacija Združenih narodov za prehrano in kmetijstvo. Omenjen datum je bil izbran, ker je bila organizacija na ta dan leta 1945 ustanovljena. Glavni namen svetovnega dneva hrane je opozarjanje, da v svetu živi veliko število ljudi, ki trpi za pomanjkanjem hrane.

## Zgodovina
Svetovni dan hrane je Organizacija Združenih narodov za prehrano in kmetijstvo, ki deluje znotraj OZN-a, prvič uvedla leta 1976. Na ta dan potekajo po svetu različni kongresi na tematiko prehrane in lakote v svetu. 